# 皮夏尼齊亞
51°21′32″N 28°41′1″E / 51.35889°N 28.68361°E
皮夏尼齊亞（烏克蘭語：Піщаниця），是烏克蘭北部的村莊，隸屬日托米爾州的科羅斯滕區。該村處於熱隆河畔，始建於1841年，面積0.24平方公里，海拔高度192米，2001年人口734。